# صائدو الأعاصير

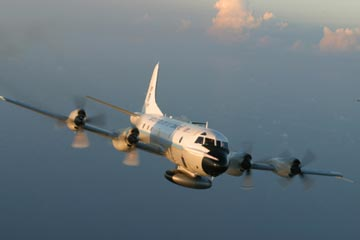
طائرة استطلاع للطقس لوكهيد دبليو بي-3دي أوريون، تابعة للإدارة الوطنية للمحيطات والغلاف الجوي

صائدو الأعاصير (بالإنجليزية: Hurricane hunters)‏ هم أطقم جوية تطير في الأعاصير المدارية لجمع بيانات الطقس. في الولايات المتحدة، تدير هذه المهام منظمات سرب استطلاع الطقس 53 التابع لسلاح الجو الاحتياطي للولايات المتحدة وصيادو الأعاصير التابعون للإدارة الوطنية للمحيطات والغلاف الجوي، كما نُفّذت مثل هذه المهام من قبل الوحدات البحرية ووحدات القوات الجوية الأخرى ووحدات الإدارة الوطنية للمحيطات والغلاف الجوي. 
بدأت الرحلات الجوية المأهولة في الأعاصير في عام 1943 عندما قام الطيار المدرب الكولونيل جوزيف داكويرث، على سبيل الرهان، بتحليق طائرة ذات محرك واحد في عاصفة من الفئة الأولى بالقرب من غالفستون، تكساس. ومنذ ذلك الحين، سقطت ست طائرات استطلاع عسكرية للطقس، وأودت بحياة 53 شخصًا.
في الماضي، قبل استخدام الأقمار الصناعية للعثور على العواصف الاستوائية، كانت الطائرات العسكرية تحلق في مسارات روتينية لاستطلاع الطقس لاكتشاف تشكيل الأعاصير المدارية. في حين أن الأقمار الصناعية الحديثة قد حسنت قدرة خبراء الأرصاد الجوية على اكتشاف الأعاصير قبل أن تتشكل، فإن الطائرات قادرة على قياس الضغط الجوي الداخلي للإعصار وتوفير معلومات دقيقة عن سرعة الرياح - البيانات اللازمة للتنبؤ بدقة بتطور الإعصار وحركته. 

## الوحدات

### سرب استطلاع الطقس 53 التابع لسلاح الجو الاحتياطي للولايات المتحدة
يقع سرب استطلاع استطلاع الطقس الثالث والخمسين التابع لسلاح الجو، وهو وحدة استطلاع الطقس العسكرية العاملة الوحيدة في العالم، في قاعدة كيسلر الجوية في بيلوكسي، ميسيسيبي؛ تنطلق معظم رحلات استطلاع الطقس هناك. تم تطبيق مصطلح «صائدو الأعاصير» لأول مرة على مهامها في عام 1946. 
يطير صيادو الأعاصير في الولايات المتحدة الأمريكية في بعثات الطقس في منطقة في منتصف المحيط الأطلسي إلى جزر هاواي، وفي بعض الأحيان ينطلقون في الأعاصير في المحيط الهادئ ويجمعون البيانات في العواصف الشتوية. 
يقوم صيادو الأعاصير هذا السرب بتشغيل عشر طائرات لوكهيد دبليو سي 130، والتي تطير مباشرة في الأعاصير، وعادة ما تخترق عين الإعصار عدة مرات في كل مهمة على ارتفاعات بين 500 قدم (150 م) و10,000 قدم (3,000 م). 

### صائدو الأعاصير التابعون للإدارة الوطنية للمحيطات والغلاف الجوي
يقوم أفراد الطاقم المدني وفيلق سلاح الضباط المفوض من الإدارة الوطنية للمحيطات والغلاف الجوي التابعين لهذا السرب، الذين كانوا حتى وقت قريب في مركز عمليات الطائرات في قاعدة ماكديل الجوية، في تامبا، فلوريدا، بإجراء المراقبة والبحث والاستطلاع باستخدام طائرات ذات أدوات عالية بما في ذلك قياسات رادار الطقس المحمولة جواً في كل من عواصف المحيط الأطلسي والمحيط الهادئ. 
في يونيو 2017، انتقل الصيادون إلى منشأة جديدة في مطار ليكلاند ليندر الدولي في ليكلاند، فلوريدا، بعد أن كانوا في ماكديل منذ عام 1993. وهم يطيرون بطائرتين من لوكهيد دبليو بي-3دي أوريون، ومختبرات طيران مجهزة بأدوات قوية عُدّلت لأخذ قياسات الغلاف الجوي والرادار داخل الأعاصير المدارية والعواصف الشتوية، وطائرة غلف ستريم الرابعة عالية الارتفاع فوق 41,000 قدم (12 كـم) لتوثيق الرياح على المستوى العلوي والأدنى التي تؤثر على حركة الأعاصير. تستخدم نماذج الكمبيوتر التي تتنبأ بمسارات الأعاصير وشدتها بشكل أساسي بيانات المسبار المنزلق G-IV التي تم جمعها ليلًا ونهارًا في العواصف التي تؤثر على الولايات المتحدة.

## التاريخ

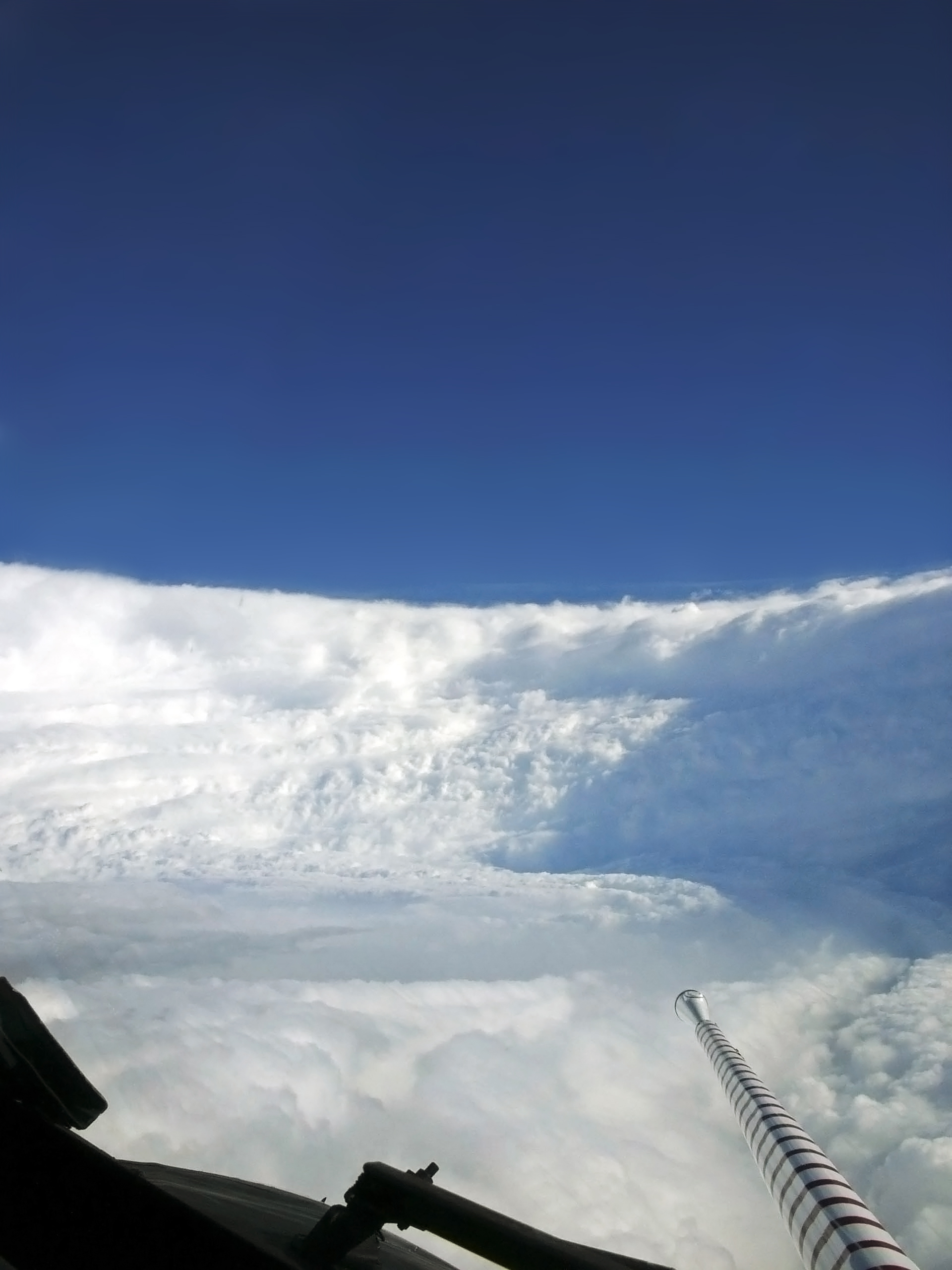
منظر لإعصار كاترينا تم التقاطه في 28 أغسطس 2005، بواسطة صائدو الأعاصير التابعون للإدارة الوطنية للمحيطات والغلاف الجوي P-3.

من بين أنواع الطائرات التي تم استخدامها للتحقيق في الأعاصير، هناك طائرة لوكهيد يو-2 مُجهزة بأدوات تم نقلها في إعصار جيني خلال موسم أعاصير المحيط الأطلسي عام 1963. الأنواع الأخرى تشمل دوغلاس ايه-20 هافوك، 1944 كونسوليداتيد بي-24 ليبراتور، 1944-1945 ؛ بوينغ بي-17 القلعة الطائرة، 1945-1947 ؛ بي-25 ميتشل، 1946-1947 ؛ بوينغ بي-29 سوبر فورترس، 1946-1947. W بوينغ بي-29 سوبر فورترس، 951-1956؛ W بوينغ بي-50 سوبرفورترس، 956-1963 ؛ W بوينغ بي-47 ستراتوجت، 1963-1969 ؛ W لوكهيد سي-121 كونستليشن N 1954–1973 ؛ لوكهيد دبليو سي 130 A،B،E،H،1965-2012. 
طرح الكابتن WL Farnsworth من جمعية غالفيستون التجارية في أوائل الثلاثينيات فكرة استطلاع الطائرات لتتبع الأعاصير. بدعم من مكتب الطقس بالولايات المتحدة، وأقر «مشروع قانون دورية العاصفة» كل من مجلس الشيوخ الأمريكي ومجلس النواب الأمريكي في 15 يونيو 1936. 

### إعصار 1943 المفاجئ
كان إعصار 1943 المفاجئ، الذي ضرب هيوستن، تكساس، خلال الحرب العالمية الثانية، أول رحلة جوية متعمدة إلى إعصار. ولقد بدأت بِرهان. 
في ذلك الصيف، تم تدريب الطيارين البريطانيين على الطيران الآلي في حقل بريان. عندما رأوا أن الأمريكيين كانوا يقومون بإجلاء مدربي نورث أمريكان تي-6 تيكسان في مواجهة العاصفة، بدأوا في التشكيك في بناء الطائرة. أخذ المدرب الرئيسي الكولونيل جوزيف دكورث أحد المدربين ووجهه مباشرة إلى عين العاصفة. بعد أن عاد بأمان مع ضابط الرحلة الملازم رالف أوهير، تولى ضابط الأرصاد الجوية في القاعدة الملازم ويليام جونز-بورديك، مقعد ضابط الرحلة وحلق جوزيف دكورث في العاصفة مرة أخرى. 
أظهرت هذه الرحلة أن الرحلات الاستطلاعية للأعاصير كانت ممكنة، واستمرت رحلات أخرى من حين لآخر. في عام 1946، تم استخدام لقب «صائدو الأعاصير» لأول مرة وقد استخدمه سلاح الجو والآن احتياطي القوات الجوية منذ ذلك الحين. 

### فولكس فاجن -4

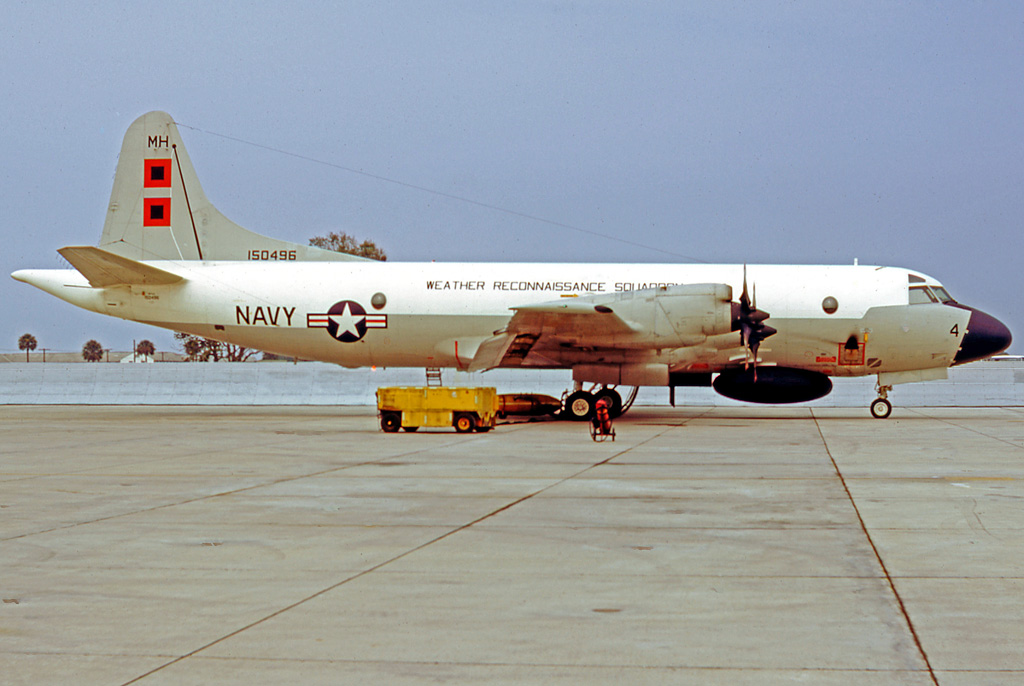
طائرة استطلاع لوكهيد WP-3A أوريون للطقس من سرب VW-4 في قاعدة NAS جاكسونفيل فلوريدا في عام 1974

كان سرب الاستطلاع الرابع التابع للبحرية الأمريكية VW-4 / WEARECORON FOUR، "Hurricane Hunters" سابع أسطول للبحرية الأمريكية مخصص لاستطلاع الطقس. لقد حلقت عدة أنواع من الطائرات، لكن لوكهيد إي سي-121 وارنينغ ستار كانت الطائرة الأكثر ارتباطًا بالتحليق في «عين العاصفة». قام السرب بتشغيل طائرات WC-121 بين أواخر عام 1954 وعام 1972. فقدت VW-4 طائرة واحدة وطاقم في اختراق إعصار جانيت، وأخرى تعرضت لأضرار جسيمة في عاصفة. خلال الفترة من 1973 إلى 1975، قامت شركة VW-4 بتشغيل المروحة التوربينية لوكهيد بيه-3 أوريون. 

### إعصار كاترينا
أدى وصول إعصار كاترينا إلى اليابسة في 29 أغسطس 2005 إلى تدمير قاعدة كيسلر الجوية، وهي موطن السرب الثالث والخمسون لاستطلاع الطقس. كانت معدات وأفراد السرب تطير من قاعدة دوبينز الجوية بالقرب من أتلانتا. على الرغم من خسائر المعدات الثقيلة، لم يفوت السرب أبدًا مهمة من المركز الوطني للأعاصير. وعاد السرب الثالث والخمسون لاستطلاع الطقس منذ ذلك الحين إلى كيسلر. 

## خسائر الطائرات
- 1 أكتوبر 1945 - سقطت طائرة PB4Y-2 تابعة للبحرية الأمريكية (رقم المكتب: 59415) من VPB-119 في إعصار من الدرجة 1 فوق بحر الصين الجنوبي.قُتل ستة من أفراد الطاقم السبعة.[6]
- 26 أكتوبر 1952 - فقدت طائرة تابعة للقوات الجوية الأمريكية من طراز Boeing WB-29 Superfortress (الرقم التسلسلي: 44-69970) من سرب استطلاع الطقس الرابع والخمسين في Super Typhoon Wilma فوق المحيط الهادئ مع 10 رجال على متنها.[7]
- 16 ديسمبر 1953 - ضاع جندي موحد من البحرية الأمريكية PB4Y-2 (رقم المكتب: 59716) من سرب الإنذار المبكر المحمول جواً (VW-3) أثناء استطلاع سوبر تايفون دوريس. قُتل جميع أفراد الطاقم التسعة.[8]
- 26 سبتمبر 1955 - اختفت طائرة تابعة للبحرية الأمريكية لوكهيد بيه-2 نبتون من سرب الإنذار المبكر الرابع (VW-4) في إعصار جانيت فوق البحر الكاريبي وكان على متنها تسعة رجال من البحرية وصحفيان كنديان.[9]
- 15 يناير 1958 - تحطمت طائرة تابعة للقوات الجوية الأمريكية من طراز بوينغ بي-50 سوبرفورترس (الرقم التسلسلي: 49-295) من سرب استطلاع الطقس الرابع والخمسين جنوب شرق غوام أثناء تحليقها في طائرة Super Typhoon Ophelia وعلى متنها تسعة رجال.[10]
- 12 أكتوبر 1974 - في عام 1974، تم تحويل طائرة Lockheed WC-130 Hercules (الرقم التسلسلي: 65-0965) التي تم تحويلها حديثًا إلى سرب استطلاع الطقس رقم 54، "Typhoon Chasers"، في قاعدة أندرسن الجوية في غوام. تم إرسال الطائرة للتحقيق في إعصار بيس. غادر الطاقم قاعدة كلارك الجوية في الفلبين حاملاً علامة النداء «سوان 38». فقد الاتصال اللاسلكي بالطائرة في 12 أكتوبر 1974، على ما يبدو عندما كانت الطائرة متجهة إلى عين الإعصار لإصلاح الوضع الثاني. لم يكن هناك إرسال لاسلكي يشير إلى وجود حالة طوارئ على متن الطائرة، ولم تتمكن فرق البحث من تحديد موقع الطائرة أو طاقمها. وأعلن أن جميع أفراد الطاقم الستة قتلوا في المهمة.[11]

## في الثقافة الشعبية
مسلسل تلفزيوني واقعي يعرض USAFR 53d WRS، بعنوانصائدو الأعاصير، ظهر لأول مرة على قناة ويزر في يوليو 2012.